# 奧胡利齊
49°54′18″N 35°49′15″E / 49.90500°N 35.82083°E
奧胡利齊（烏克蘭語：Огульці）是位於烏克蘭東部的村莊，由哈爾科夫州博霍杜希夫區的瓦爾基市鎮負責管轄。該村始建於1646年，面積41.06平方公里，海拔高度196米，2001年人口1,299，人口密度每平方公里31.6人。